# Bonfires on the Heath
Bonfires on the Heath è il quinto album in studio del gruppo indie pop inglese The Clientele. L'album è stato pubblicato il 6 ottobre 2009 da Merge Records negli Stati Uniti e il 16 novembre 2009 da Pointy Records nel Regno Unito.
Come copertina dell'album è stato utilizzato un dettaglio del famoso dipinto Flora del pittore surrealista del XVI secolo Giuseppe Arcimboldo
In una recensione di Bonfires on the Heath, AllMusic ha definito l'album "il più perfetto, autunnale, disco pop inglese che si possa immaginare".

## Tracce
1. I Wonder Who We Are – 4:25
2. Bonfires on the Heath – 5:11
3. Harvest Time – 3:50 (The Clientele, Lupe Núñez-Fernández)
4. Never Anyone but You – 5:31
5. Jennifer and Julia – 3:01
6. Sketch – 1:31
7. Tonight – 3:54 (The Clientele, Emelie Berg)
8. Share the Night – 3:19
9. I Know I Will See Your Face – 3:37
10. Three Month Summers – 2:44
11. Graven Wood – 3:02 (The Clientele, Innes Phillips)
12. Walking in the Park – 1:38